# Катастрофа Як-42 під Охридом
Катастрофа Як-42 під Охридом — велика авіаційна катастрофа, що сталась 20 листопада 1993 року в районі Охрида (КЮР Македонія). Пасажирський авіалайнер Як-42Д македонської авіакомпанії Avioimpex виконував рейс AXX110 (літак належав компанії Саравіа, Росія) за маршрутом Женева–Скоп'є, але через погані погодні умови в столиці, був перенаправлений на запасний аеродром в Охрид. Приблизно о 23:00 літак, що летів у темряві, на висоті 4900 футів (1493 метри), на 2600 футів (792 метри) вище за рівень аеродрому, врізався в гору колишнього села Трояні (Тројани) за 2 км східніше аеропорту. Всі 116 осіб на борту (108 пасажирів і 8 членів екіпажу) загинули.
Це найбільша авіакатастрофа в історії Македонії.